# Żółta Karczma
Żółta Karczma – budynek w Warszawie, na Mokotowie, przy al. Wilanowskiej 204, współcześnie administracyjnie na terenie obszaru MSI Ksawerów, historycznie na terenie wsi Służew w obszarze dóbr wilanowskich.

## Opis
Budynek powstał w połowie XIX wieku według projektu włoskiego architekta Franciszka Marii Lanciego. Mieściła się tutaj oberża Belle-Vue, zlokalizowana przy drodze łączącej Wilanów z Traktem Piaseczyńskim (dziś: ul. Puławska). Oberża zbankrutowała jednak na początku XX wieku, a sam budynek popadł w ruinę. W latach 20. XX wieku do baszty niszczejącego budynku samowolnie wprowadził się Ryōchū Umeda – japoński wykładowca Uniwersytetu Warszawskiego. W 1929 roku właściciel obiektu, jak też i całych dóbr wilanowskich, Adam hr. Branicki wynajął karczmę Towarzystwu Hodowli Psów Myśliwskich, a Ryōchū Umeda otrzymał tam posadę stróża nocnego. Budynek wówczas odnowiono, a w 1931 roku rozpoczęły się tam szkolenia dotyczące tresury psów myśliwskich. W 1937 roku siedzibę Towarzystwa przeniesiono jednak do Radzymina.
W czasie powstania warszawskiego wieżyczka karczmy pełniła rolę punktu obserwacyjnego dla powstańców. Po wojnie budynek był opuszczony i popadł w ruinę. W 1966 roku przeszedł na własność Skarbu Państwa. Został odrestaurowany na początku lat 80., a od 1984 jest siedzibą Muzeum Historii Polskiego Ruchu Ludowego.

## Galeria
| - Żółta Karczma w 1929 - Żółta Karczma w 1948 |